# コッレフェッロ
コッレフェッロ（伊: Colleferro）は、イタリア共和国ラツィオ州ローマ県にある、人口約20,000人の基礎自治体（コムーネ）。

## 地理

### 位置・広がり
ローマ県南東部のコムーネ。

#### 隣接コムーネ
隣接するコムーネは以下の通り。括弧内のFRはフロジノーネ県、LTはラティーナ県所属を示す。
- アルテーナ
- ジェナッツァーノ
- パリアーノ (FR)
- ロッカ・マッシマ (LT)
- セーニ
- ヴァルモントーネ

### 気候分類・地震分類
コッレフェッロにおけるイタリアの気候分類 (it) および度日は、zona D, 1571 GGである。
また、イタリアの地震リスク階級 (it) では、zona 2B (sismicità media) に分類される。

## 姉妹都市
- Colmenar Viejo、スペイン